# Schloss Einstein
Schloss Einstein (littéralement « château Einstein ») est une série télévisée allemande créée par Martin Hofmann et Katharina Rietz et diffusée depuis le 4 septembre 1998 sur KiKA.
Cette série est inédite dans tous les pays francophones.

## Synopsis
Diffusé sous la forme d’un soap opera pour enfants âgés de dix à quatorze ans, la série décrit la vie des adolescents dans l’internat Schloss Einstein.
Les histoires, comiques et dramatiques, abordent des sujets aussi divers que l’amour ou les problèmes avec les adultes.

## Distribution
- Gert Schaefer : Heinz Pasulke (1998-2014)
- Wilfried Loll (de) : Dr Emanuel Stollberg (1998-2007)
- Ludwig Hollburg (de) : Dr Lutz Wolfert (1998-2007)
- Rebekka Fleming (de) : Marianne Gallwitz (1998-2007)
- Katrin Blume (de) : Alexandra Wilde (1998-2001)
- Marcus Wengler (de) : Sebastian Goder (1999-2003)
- Christoph Kozik (de) : Franz Bartel (1999-2002)
- Juliane Brummund (de) : Nadine Steiner (1998-2001)
- Julia Popke (de) : Kim Riemann (1999-2002)
- Mandy-Marie Mahrenholz : Laura Marwege (1999-2003)
- Marie-Luisa Kunst : Elisabeth von Hohenfels (2000-2002)
- Paula Birnbaum : Iris Kleintann (1998-2000)
- Kumaran Ganeshan : Budhi Dondra (1998-2000)
- Ivan Gallardo : Giovanni Lorenzi (1999-2003)
- Franziska Stürmer : Monika Freising (1999-2002)
- Geertje Boeden : Antje van Rheeden (1998-2000)
- Judith Klein : Nadja Kunze (1999-2006)
- Anja Stadlober : Vera Seiffert (1998-2000)
- Sarah Blaßkiewitz : Josephine Langmann (1999-2002)
- Florens Schmidt : Oliver Schuster (1998-2000)
- Lisa Schumme : Thekla Singer (2000-2003)
- Karsten Blumenthal : Hannes Fabian (1999-2006)
- Nini Tsiklauri : Layla Farsad (2007-2010)
- Josefine Preuß : Anna Reichenbach (2000-2003)

## Commentaires
À l’origine, seulement 76 épisodes étaient projetés, mais jusqu’en juin 2007, 480 épisodes ont été tournés. En novembre 2007, la Mitteldeutscher Rundfunk (MDR) a communiqué qu’il y aurait une dixième saison avec 52 nouveaux épisodes.
Ainsi, Schloss Einstein est la série télévisée allemande destinée à la jeunesse la plus couronnée et la plus longue destinée à ce public.